# Riemannsche Geometrie

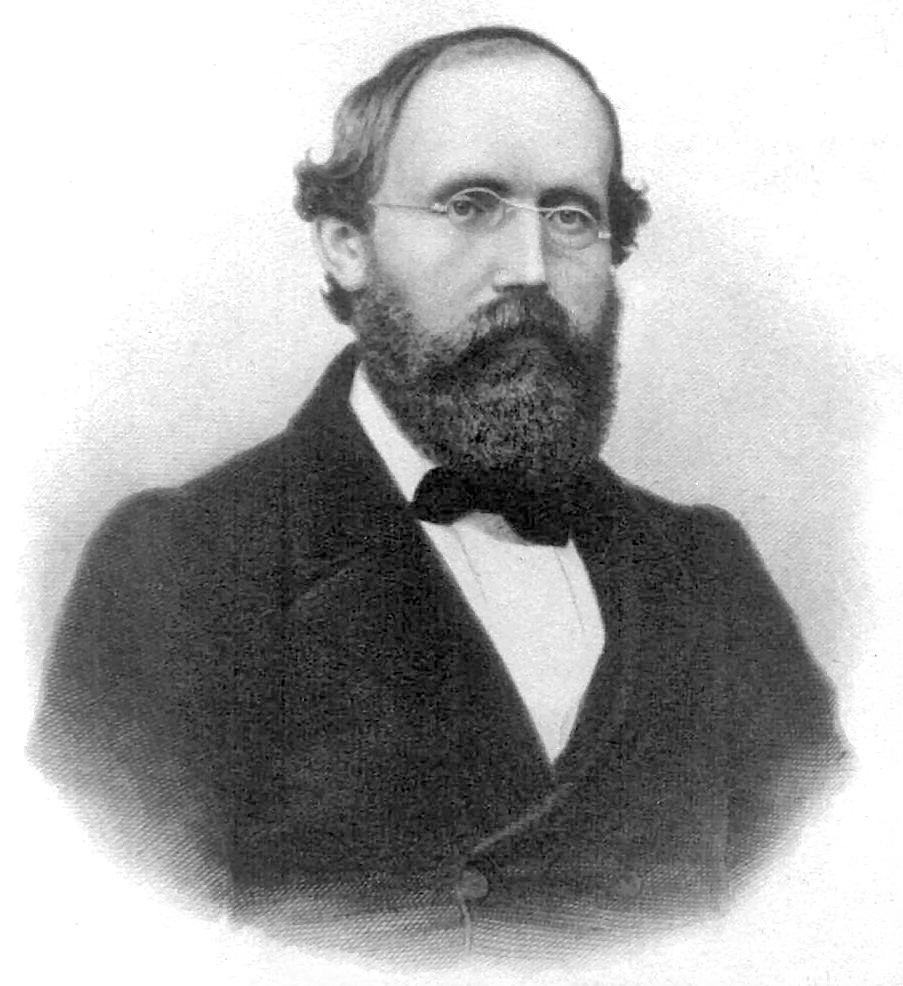
Bernhard Riemann

Die riemannsche Geometrie ist ein Teilgebiet der Differentialgeometrie und wurde nach Bernhard Riemann benannt. In dieser Theorie werden die geometrischen Eigenschaften einer riemannschen Mannigfaltigkeit untersucht. Dies sind glatte Mannigfaltigkeiten mit einer Art Skalarprodukt. Mit Hilfe dieser Funktion kann man Winkel, Längen, Abstände und Volumen messen.

## Entstehung
Die ersten Arbeiten der Differentialgeometrie gehen auf Carl Friedrich Gauß zurück. Er begründete die Theorie der gekrümmten Flächen, die im dreidimensionalen Raum eingebettet sind. Die riemannsche Geometrie erhielt ihren entscheidenden Anstoß 1854 in Riemanns Habilitationsvortrag mit dem Titel „Über die Hypothesen, die der Geometrie zugrunde liegen“. In dieser Arbeit führte er die riemannschen Metriken ein, die später nach ihm benannt wurden. Im Gegensatz zu Gauß betrachtete er nicht nur Flächen, sondern höherdimensionale, gekrümmte Räume. Diese Räume waren jedoch immer noch in einen euklidischen Raum eingebettet. Die abstrakte topologische Definition von differenzierbaren und damit insbesondere von riemannschen Mannigfaltigkeiten wurde erst in den 1930er Jahren von Hassler Whitney entwickelt. Besonders bekannt ist die Aussage, dass jede differenzierbare Mannigfaltigkeit eingebettet werden kann. Dieses Resultat ist heute unter dem Namen Einbettungssatz von Whitney bekannt.
Riemanns Ideen wurden in der zweiten Hälfte des 19. Jahrhunderts durch Elwin Bruno Christoffel (kovariante Ableitung, Christoffelsymbole) und im Rahmen des Tensorkalküls von Gregorio Ricci-Curbastro und Tullio Levi-Civita weiterentwickelt.
Auftrieb erhielt die Theorie durch die allgemeine Relativitätstheorie von Albert Einstein (1916), deren Grundlage die pseudo-riemannschen Mannigfaltigkeiten sind. In diesem Zusammenhang wurde die Theorie insbesondere von Hermann Weyl und Élie Cartan weiterentwickelt, die die Rolle affiner Zusammenhänge und des Paralleltransports herausstellten.

## Wichtige Objekte und Aussagen
Das zentrale Objekt der riemannschen Geometrie ist die riemannsche Mannigfaltigkeit. Dies ist eine glatte Mannigfaltigkeit {\displaystyle M} zusammen mit einer Abbildung {\displaystyle g}, die in jedem Punkt {\displaystyle p\in M} ein Skalarprodukt des Tangentialraums {\displaystyle T_{p}M} definiert, das heißt eine positiv definite, symmetrische Bilinearform
{\displaystyle g_{p}\colon T_{p}M\times T_{p}M\to \mathbb {R} .}
Mit Hilfe dieser riemannschen Metrik erhält man wie in üblichen Vektorräumen mit Skalarprodukt die Begriffe der Bogenlänge, des Abstands und des Winkels.
Eine Abbildung zwischen riemannschen Mannigfaltigkeiten, die die riemannsche Metrik erhält (und damit auch die Längen und Winkel von Tangentialvektoren und die Länge von Kurven), heißt riemannsche Isometrie. So eine Abbildung braucht jedoch nicht den Abstand zwischen Punkten zu erhalten und ist deshalb im Allgemeinen keine Isometrie im Sinn der metrischen Räume.
Ein weiteres durch die riemannsche Metrik induziertes Objekt ist die riemannsche Volumenform. Diese ermöglicht es, Volumen auf Mannigfaltigkeiten zu messen, und ist deshalb zentraler Bestandteil der Integrationstheorie auf orientierten riemannschen Mannigfaltigkeiten.
Da auf (zusammenhängenden) riemannschen Mannigfaltigkeiten ein Abstand definiert ist, kann man auch das Konzept der Vollständigkeit übertragen. Der Satz von Hopf-Rinow ist dabei zentral. Er besagt unter anderem, dass die verallgemeinerte (geodätische) Vollständigkeit auf der Mannigfaltigkeit äquivalent zur Vollständigkeit als metrischer Raum ist. Eine andere wichtige Aussage ist der Einbettungssatz von Nash. Analog zum Einbettungssatz von Whitney sagt er, dass man jede riemannsche Mannigfaltigkeit in einen {\displaystyle \mathbb {R} ^{n}} genügend großer Dimension einbetten kann. Jedoch im Vergleich zum Einbettungssatz von Whitney macht er eine stärkere Aussage, denn er besagt weiter, dass die Einbettung Längen und Winkel erhält. Einbettung heißt hier, dass die Mannigfaltigkeit als Teilmenge des {\displaystyle \mathbb {R} ^{n}} verstanden werden kann.
Neben den metrischen Eigenschaften interessiert man sich in der riemannschen Geometrie für Krümmungsgrößen. In der Theorie der Flächen wurde schon vor Riemanns Arbeiten die Gaußkrümmung untersucht. Bei höherdimensionalen Mannigfaltigkeiten ist die Untersuchung der Krümmung komplexer. Zu diesem Zweck wurde der riemannsche Krümmungstensor eingeführt. Mit Hilfe dieses Tensors definiert man die Schnittkrümmung, diese kann als Verallgemeinerung der Gaußkrümmung verstanden werden und ist der wichtigste Krümmungsbegriff der riemannschen Geometrie, der insbesondere in der Vergleichstheorie Anwendung findet. Lineare Zusammenhänge auf Vektorbündeln spielen ebenfalls eine wichtige Rolle in der Krümmungstheorie, insbesondere schon für die Definition des riemannschen Krümmungstensors. Auf riemannschen Mannigfaltigkeiten gibt es einen eindeutigen linearen Zusammenhang, der torsionsfrei und mit der riemannschen Metrik verträglich ist. Diese Aussage wird oftmals als Hauptsatz der riemannschen Geometrie bezeichnet. Der entsprechende Zusammenhang heißt Levi-Civita-Zusammenhang.

## Vergleichstheorie
In der riemannschen Geometrie gibt es einige Aussagen, die man traditionell als Vergleichssätze bezeichnet. Bei diesen Aussagen untersucht man zum Beispiel riemannsche Mannigfaltigkeiten, deren Schnittkrümmung oder Ricci-Krümmung nach oben oder nach unten beschränkt ist. So macht zum Beispiel der Satz von Bonnet eine Aussage über Mannigfaltigkeiten, deren Schnittkrümmung durch eine positive Zahl nach unten beschränkt ist. Eine stärkere Aussage ist der Satz von Myers, der die gleiche Aussage aus der schwächeren Bedingung der durch eine positive Zahl nach unten beschränkten Ricci-Krümmung ableitet. Der Satz von Cartan-Hadamard hingegen zeigt einen Zusammenhang zwischen Mannigfaltigkeiten mit nicht negativer Schnittkrümmung und deren universellem Überlagerungsraum auf. Einer der wichtigsten Vergleichssätze in der riemannschen Geometrie ist der Sphärensatz. Dieser besagt, dass kompakte, einfach zusammenhängende, riemannsche Mannigfaltigkeiten, für deren Schnittkrümmung {\displaystyle K} die Ungleichung {\displaystyle 0<{\tfrac {1}{4}}<K\leq 1} gilt, homöomorph zur Sphäre sind.